# إبراهيم بن عقيل
إبراهيم بن عمر بن عقيل بن يحيى (1327 - 1415 هـ) فقيه ومحدث سني صوفي يمني، ومفتي الديار التعزية وشيخ علمائها. كان إمام وخطيب جامع المظفر بتعز، وله الكثير من الإسهامات والأنشطة العلمية في المساجد والمدارس والبحوث والندوات والمجلات. تولى العديد من المناصب الهامة في اليمن حيث كان مقربًا من السلطة. وكان من ضمن المبتعثين إلى دولة العراق لدراسة العلوم العسكرية سنة 1355 هـ.

## نسبه
إبراهيم بن عمر بن عقيل بن عبد الله بن عمر بن أبي بكر بن عمر بن طه بن محمد بن شيخ بن أحمد بن يحيى بن حسن بن علي العناز بن علوي بن محمد مولى الدويلة بن علي بن علوي الغيور بن الفقيه المقدم محمد بن علي بن محمد صاحب مرباط بن علي خالع قسم بن علوي بن محمد بن علوي بن عبيد الله بن أحمد المهاجر بن عيسى بن محمد النقيب بن علي العريضي بن جعفر الصادق بن محمد الباقر بن علي زين العابدين بن الحسين السبط بن علي بن أبي طالب، وعلي زوج فاطمة بنت محمد ﷺ.
فهو الحفيد 34 لرسول الله محمد ﷺ في سلسلة نسبه.

## مولده ونشأته
ولد بقرية المسيلة إحدى ضواحي تريم في حضرموت في الثامن والعشرين من شهر صفر عام 1327 هـ، ووالدته نور بنت محمد بن عبد الله بن عمر. نشأ نشأة صالحة تحت توجيه جدتيه: زهراء أم والده، وسيدة أم والدته، فقد كان يقصد إليهما المريدون من شتى البلاد للأخذ عنهما والاستجازة منهما، وكلتاهما من بنات الحبيب عبد الله بن حسين بن طاهر، ولهذا كان المترجم له يقول: «ولدني الحبيب عبد الله بن حسين بن طاهر مرتين».
وأخذ العلم وطلبه منذ نعومة أظفاره بعناية والديه، فتعلم مبادئ العلم في بلده المسيلة ثم في تريم حينما انتقل إليها، وظهرت علامات النجابة على محياه منذ بلوغه الثامنة من عمره، فاشتهر بالنباهة وقوة الحفظ حتى أنه قال: «ما قرأت كتابًا قط فاحتجت أن أراجعه مرة أخرى»، فحفظ القرآن الكريم وكثيرًا من المتون وبرع في كثير من العلوم والفنون. انتصب للتدريس في مسجد جده الحبيب عبد الله بن حسين بن طاهر قبل البلوغ ثم أصبح إمامًا لهذا المسجد.

## رحلاته
وقد أسهم في ريعان شبابه في تأسيس جمعية الأخوة والمعاونة بتريم، حيث صاغ مسودة اختيار الحبيب محمد بن أحمد الشاطري رئيسًا للجمعية. وقد أرسلته الجمعية آنذاك إلى العراق في مهمات علمية، واطلع خلال رحلته على مخطوطات وكتب كثيرة في مكتبة كاشف الغطاء، كما زار أربطة التربية الإسلامية ومراكزها التعليمية والمهنية. وفي عام 1346 هـ سافر إلى عدن ومكث هناك عامًا كاملًا يتلقى فيها العلم، وارتحل بعدها إلى المكلا في حضرموت. وعند بلوغه العشرين من العمر رحل إلى الحديدة مع عمه محمد بن عقيل حتى عام 1350 هـ حيث توفي عمه، فقد تأثر كثيرًا بوفاة عمه ووفاة شيخه أيضًا عبد الرحمن بن محمد الأهدل فلم يطق صبرًا في الحديدة فعاد في نفس العام إلى حضرموت، ثم سافر إلى عدن ومكث فيها قريبًا من سنة كاملة اشتغل خلالها بالتجارة إلى آخر سنة 1351 هـ، ثم عاد إلى مسقط رأسه واستقر فيه نحو من ثلاث سنوات، وفي عام 1354 هـ سافر إلى دوعن ومكث في بلدة القويرة للتدريس عدة أشهر وأخذ خلال هذه الفترة عن السادة آل المحظار، ثم منها إلى منطقة حبان في شبوة حيث مكث فيها ما يزيد على ثلاثة أشهر معلمًا عند السادة آل المحظار، ثم منها إلى المكلا ومنها بحرًا إلى الحديدة حيث استقر هناك عدة سنوات اشتغل خلالها بالتجارة، وقد أخذ في هذه الفترة عن علماء المراوعة وزبيد والحديدة وبيت الفقيه.

## التحاقه بالبعثة العسكرية
انضم إلى أول بعثة يمنية إلى الخارج للدراسات العسكرية عام 1355 هـ، فالتحق بالكلية الحربية بالعراق وتخرج منها، وهي أول دفعة يمنية تتخرج من العراق، وقد كان قصده من ذلك كما أخبر هو الذهاب إلى الجهاد في فلسطين، ولكن منعته الحكومة البريطانية من ذلك بحجة المسؤولية عن سلامته لذلك آثر الخروج من السلك العسكري. وبالرغم من أن فترة التحاقه بالسلك العسكري لم تتجاوز ستة أشهر إلا أنه حصل على رتبة نقيب تكريمًا له واعترافًا بمنزلته من قبل الحكومة اليمنية. وكان من زملائه في تلك الدفعة: الشهيد أحمد الثلايا، والفريق حسن العمري، والعميد محمد عبد الولي، واللواء حمود الجائفي.

## انتقاله إلى تعز
وما بين عامي 1358 - 1359 هـ انتقل إلى مدينة تعز وسكن في حارة الظاهرية، وتفرغ خلال هذه الفترة من حياته في مدينة تعز للتعليم والتربية في زاويته حيث كان له زاوية تقام فيها مجالس الذكر والحضرات، وكان فيها مجلس خاص يعقده من بعد الظهر إلى قبيل المغرب يحضره عدد كبير من طلبة العلم وأعيان البلد، ويقرؤون عليه «صحيح البخاري» مع جملة من شروحه وكانوا يكررون ختمه مرات عدة، ويقرؤون غيره من كتب المسانيد وكتب السلوك والآداب والتراجم والتفسير والسير واللغة، وربما وصل عدد الكتب التي تقرأ في المجلس الواحد إلى عشرة كتب في فنون مختلفة. وكانت له دروس ما بين العشاءين وبعد صلاة الفجر في جامع المظفر الذي ظل إمامًا وخطيبًا له ما يزيد على ثلاثين سنة، واستقر هناك حتى وفاته.

## شيوخه
تتلمذ على عدد كبير من العلماء، فقد أخذ عن أكثر من مئتي شيخ من مشايخه في حضرموت وغيرها من البلاد بعد هجرته عن موطنه، ومن شيوخه الذين أخذ عنهم وتلقى منهم:
| - عمه محمد بن عقيل بن يحيى - عبد الله بن عبد الرحمن بن طاهر - محمد بن هاشم بن طاهر - عبد الرحمن بن محمد الأهدل - علوي بن عبد الرحمن المشهور | - علي بن عبد الرحمن المشهور - عبد الله بن عيدروس العيدروس - عبد الله بن عمر الشاطري - عبد الباري بن شيخ العيدروس - علوي بن عبد الله بن شهاب الدين - عبد الرحمن بن عبيد الله السقاف | - صالح بن عبد الله الحداد - علوي بن طاهر الحداد - حامد بن علوي البار - عبد الله بن هارون المحضار - حسين بن عبد الله عيديد - محمد بن علوي العطاس | - صالح بن محمد العطاس - يحيى بن أحمد البحر - محمد بن حسان بن سنان - محمد بن عبد الرحمن باشيخ |

كما أدرك في صغره عددًا من كبار الشيوخ وأخذ عنهم أخذ تبرك:
| - علي بن محمد الحبشي | - أحمد بن حسن العطاس |  |  |

ومن العلماء الذين عاصرهم وتدبجوا معه:
| - عبد القادر بن أحمد السقاف | - محمد بن سالم بن حفيظ - إسماعيل بن مهدي الغرباني | - محمد بن أحمد الشاطري - محمد بن سليمان الأهدل | - علوي بن عباس المالكي - محمد ياسين الفاداني |

## تلاميذه
أما عن تلامذته ومريديه الذين أخذوا عنه فهم كثر، فقد أمضى ما يقارب نصف قرن من الزمان في التعليم والإرشاد وتربية الأجيال، ولعل أبرزهم:
| - محمد بن محمد إمام داود - ولده سهل بن إبراهيم بن عقيل - عبد الخبير عبد الودود عوهج - محمد بن عبد الله الهدار - محمد علي مرعي - زين بن إبراهيم بن سميط - محمد بن عبد الله حسان | - محمد بن محمد الحريري - محمد بن علي قراضة - علي بن مانع الجنيد - عمر بن محمد بن حفيظ - محمد بن علوي المالكي - جميل محمد المعمري - محمد عبد الرب النظاري | - عبد الله بن حسين الجعدي - عبد الواحد بن علي الإدريسي - علي عبد القادر الصبري - أحمد بن محمد النهاري - محمد عبد الواسع الأهدل - حسن مقبولي الأهدل - محمد بن علي النور | - محمد جنيد النور - محمد أمين الأصابي - علي لطف الهريش - عبد الباري السروري - محمد عبد المعطي الجنيد - علي بن محمد حسان - أحمد عبد الولي الطيب |

## مناصبه
تولى العديد من المناصب الهامة منها: وزير المعارف في عهد الإمام يحيى، وعضو في الديوان الملكي بعد أن قرب من السلطة، وبعد قيام الثورة لم يغادر تعز بل أقام بها وعين مفتيًا للمحافظة بعد رحيل محمد بن علي المهاجر، وكما عين رئيسًا لهيئة الجمعية العلمية في تعز، ورئيسًا لهيئة الإرشاد، والمركز الإسلامي بتعز، وكان عضوًا في هيئة كبار العلماء في اليمن، وعضوًا في مجلس الشورى عهد المشير عبد الله السلال.

## مؤلفاته
وأما مؤلفاته فإنه لم يكن ملتفتًا إلى تأليف الكتب بل كان يقول: «أنا مشغول بتأليف الرجال عن تأليف الكتب». ومع هذا فقد عثر على بعض تراثه عند بعض تلامذته ومحبيه، أما ما كان في حوزته مما لم يصل إلى أيدي الناس مما كتبه فقد أحرقه جميعًا، وكل ما جمع من كتبه فإنما هو من تأليفه في ريعان شبابه أو مما جمعه بعض تلاميذه، ومنها:
| - «الغيث الماطر فيما سنح به الخاطر» - مجموع درر كلامه المنثور - ديوان شعر ضخم | - مجموعة كبيرة من الفتاوى الشرعية والعلمية - مجموعة كبيرة من الخطب والمحاضرات - نظم السيرة النبوية المسمى «ذخيرة الأذكياء في ذكر مولد سيد الأنبياء» - «مشرع المدد القوي نظم السند العلوي» |

## وفاته
توفي يوم الثلاثاء الرابع عشر من شهر جمادى الأولى سنة 1415 هـ في مدينة تعز، وقد بلغ النبأ عن طريق وسائل الإعلام إلى كثير من الأصقاع، واجتمعت في يوم الثلاثاء المشار إليه في مدينة تعز الحشود للصلاة عليه، وازدحموا حول جنازته، وبالرغم من أن المكان الذي أوصى أن يدفن فيه بعيد عن منزله كثيرًا، إلا أن المشيعين حملوه أولا إلى جامع المظفر، ثم توجهوا حاملين الجنازة إلى حبيل سلمان محل الدفن، واستغرق السير أكثر من ساعتين، خرجت فيه الجموع الكبيرة وشاركت الجهات الرسمية بالتشييع. وقد أقيمت عليه صلاة الغائب في معظم مدن الجمهورية اليمنية، بل في كثير من مساجد المسلمين في مصر، وسوريا، وإندونيسيا، وماليزيا، ودول الخليج العربي، وعدد من دول أفريقيا، ورثاه كثير من العلماء والأدباء شعرًا ونثرًا.

### استشهادات
1. ↑  بن يحيى، محمد بن علوي (2007). شرف المحيا في تراجم عدد من علماء وأدباء آل يحيى. تريم، اليمن: مركز تريم للدراسات والنشر. ص. 191.
2. ↑  المشهور، عبد الرحمن بن محمد (1404 هـ). شمس الظهيرة. جدة، المملكة العربية السعودية: عالم المعرفة. ج. الجزء الأول. ص. 324. مؤرشف من الأصل في 2018-05-21. {{استشهاد بكتاب}}: تحقق من التاريخ في: |تاريخ= (مساعدة)
3. ↑  المشهور، أبو بكر بن علي. لوامع النور (PDF). صنعاء، اليمن: دار المهاجر. ج. الجزء الأول. ص. 75 - 80. مؤرشف من الأصل (PDF) في 2019-12-16.
4. ↑  حمود، خضر موسى محمد (1440 هـ). معجم الدر الثمين في مدح سيد المرسلين. بيروت، لبنان: دار الكتب العلمية. ص. 30. مؤرشف من الأصل في 2019-12-09. {{استشهاد بكتاب}}: تحقق من التاريخ في: |تاريخ= (مساعدة)

## روابط خارجية
- إبراهيم عمر يحيى - معجم البابطين.
- ذخيرة الأذكياء في ذكر مولد سيد الأنبياء - مدونة محب العترة.